# OECD生徒の学習到達度調査
OECD生徒の学習到達度調査（OECDせいとのがくしゅうとうたつどちょうさ、英語: Programme for International Student Assessment, PISA）とは、経済協力開発機構（OECD）による国際的な生徒の学習到達度調査のこと。日本では「国際学習到達度調査」とも言われるが、英語の原文は『国際生徒評価のためのプログラム』である。
この項では概要、調査方法ならびにその直接的結果についてのみ述べる。文部科学省による詳細な結果や、PISA自体については外部リンクを、結果の評価、解釈、影響等については関連項目を参照されたい。

## 概要
OECD加盟国の多くで義務教育の終了段階にある15歳の生徒を対象に、読解力、数学知識、科学知識、問題解決を調査するもの。国際比較により教育方法を改善し標準化する観点から、生徒の成績を研究することを目的としている。調査プログラムの開発が1997年に始まり、第1回調査は2000年、以後3年毎に調査することになっている。2000年の第1回調査、2003年の第2回調査、2006年の第3回調査の結果については、国際報告書をもとに日本国内向けに翻訳した形で国立教育政策研究所が編纂し、ぎょうせいから出版されている。
調査は、毎回メインテーマが存在し、読解力、数学的知識、科学的知識の順番でメインテーマが移っていく。そのため、2000年は読解力、2003年は数学的リテラシー、2006年は科学的リテラシー、2009年は読解力、2012年は数学的リテラシーをメインテーマとして扱っており、2015年は科学的リテラシーをメインテーマで扱う予定である。
調査データファイルがすべて公開されており、OECD PISA公式ウェブサイトより入手可能である。

## 調査方法
調査開始時において、15歳3カ月から16歳2カ月の生徒がテストされる。学年は考慮されない。自宅学習者は除き学校教育に参加している者のみが対象。しかし2006年には、いくつかの国で学年を基準にしたサンプルが用いられた。
生徒達は各2時間の自記式試験を行う。試験の一部は複数選択肢式の問で、一部は全記述式である。全部で6時間半の試験があるが、生徒達はすべての問を答えるわけではなく一部である。また生徒は、学習習慣や、学習動機（motivation）、家族など彼らの属性に関する問にも答える。また学校の管理者は、学校の基本属性の特徴や財政基盤等に関する問に記入する。
テスト問題のサンプルはOECDのサイトから入手可能である。例えば、サンプルテストの読解力の第2問"Flu"（インフルエンザ）の第2.2問では、文章を読ませて文章がフレンドリーか否かを尋ねる形式の問題となっているが、どちらで答えても理由付けが良ければ正解となる。さらに、「さし絵がマンガのようでかわいい」という理由でフレンドリーという答えも模範解答の一つとなっており、「さし絵」という文章外のものも理由になる。逆に「さし絵の注射器が怖い」という理由でフレンドリーではないという答えも模範解答の一つとなっている。

## 結果
各年度の結果を分析するには通常1年ほどの時間が必要である。第1回の結果は2001年（OECD, 2001a）と2003年（OECD, 2003c）、そして各テーマごとの分析結果も出されている。第2回の結果は2004年（OECD, 2004 OECD, 2004d）の2巻が出ている。以下の点数はすべて、全参加国の平均点が500点となるように計算した点数である。

### 2000年調査
OECD加盟国28か国を含む32か国、約26万5000人の生徒が参加。各分野の上位は以下である。
| 1.  | 日本             | 557 |
| 2.  | 韓国             | 547 |
| 3.  | ニュージーランド | 537 |
| 4.  | フィンランド     | 536 |
| 5.  | オーストラリア   | 533 |
| 5.  | カナダ           | 533 |
| 7.  | スイス           | 529 |
| 8.  | イギリス         | 529 |
| 9.  | ベルギー         | 520 |
| 10. | フランス         | 517 |
|     | OECD 平均        | 500 |

| 1.  | フィンランド     | 546 |
| 2.  | カナダ           | 534 |
| 3.  | ニュージーランド | 529 |
| 4.  | オーストラリア   | 528 |
| 5.  | アイルランド     | 527 |
| 6.  | 韓国             | 525 |
| 7.  | イギリス         | 523 |
| 8.  | 日本             | 522 |
| 9.  | スウェーデン     | 516 |
| 10. | オーストリア     | 507 |
|     | OECD 平均        | 500 |

| 1.  | 韓国             | 552 |
| 2.  | 日本             | 550 |
| 3.  | フィンランド     | 538 |
| 4.  | イギリス         | 532 |
| 5.  | カナダ           | 529 |
| 6.  | ニュージーランド | 528 |
| 6.  | オーストラリア   | 528 |
| 8.  | オーストリア     | 519 |
| 9.  | アイルランド     | 513 |
| 10. | スウェーデン     | 512 |
|     | OECD 平均        | 500 |

- 1999年には予備調査が実施された。
- 2002年には、同一内容で、OECDに加盟していないものの調査に協賛する国々11か国で実施されている。

### 2003年調査
OECD加盟国30か国を含む41の国と地域、27万5000人の生徒が参加。各分野の上位は以下である。
| 1. | 香港               | 550 |
| 2. | フィンランド       | 544 |
| 3. | 韓国               | 542 |
| 4. | オランダ           | 538 |
| 5. | リヒテンシュタイン | 536 |
| 6. | 日本               | 534 |
| 7. | カナダ             | 532 |
| 8. | ベルギー           | 529 |
| 9. | マカオ             | 527 |
| 9. | スイス             | 527 |
|    | OECD 平均          | 500 |

| 1.  | フィンランド       | 543 |
| 2.  | 韓国               | 534 |
| 3.  | カナダ             | 528 |
| 4.  | オーストラリア     | 525 |
| 4.  | リヒテンシュタイン | 525 |
| 6.  | ニュージーランド   | 522 |
| 7.  | アイルランド       | 515 |
| 8.  | スウェーデン       | 514 |
| 9.  | オランダ           | 513 |
| 10. | 香港               | 510 |
|     | OECD 平均          | 494 |

| 1.  | フィンランド       | 548 |
| 1.  | 日本               | 548 |
| 3.  | 香港               | 539 |
| 4.  | 韓国               | 538 |
| 5.  | リヒテンシュタイン | 525 |
| 5.  | オーストラリア     | 525 |
| 7.  | マカオ             | 525 |
| 8.  | オランダ           | 524 |
| 9.  | チェコ             | 523 |
| 10. | ニュージーランド   | 521 |
|     | OECD 平均          | 500 |

| 1.  | 韓国               | 550 |
| 2.  | フィンランド       | 548 |
| 2.  | 香港               | 548 |
| 4.  | 日本               | 547 |
| 5.  | ニュージーランド   | 533 |
| 6.  | マカオ             | 532 |
| 7.  | オーストラリア     | 530 |
| 8.  | リヒテンシュタイン | 529 |
| 8.  | カナダ             | 529 |
| 10. | ベルギー           | 525 |

- 2002年には予備調査が実施された。
- イギリス（イングランド）が調査に充分な数の生徒を集めることが出来なかったため、テストは実施されたものの、統計処理による国際比較の中には含まれていない（スコットランドは国際基準を満たしていた）。
- 問題解決能力が初めて出題された。

### 2006年調査
56の国と地域が参加。各分野の上位は以下である。
| 1.  | 台湾               | 549 |
| 2.  | フィンランド       | 548 |
| 3.  | 香港               | 547 |
| 3.  | 韓国               | 547 |
| 5.  | オランダ           | 531 |
| 6.  | スイス             | 530 |
| 7.  | カナダ             | 527 |
| 8.  | マカオ             | 525 |
| 8.  | リヒテンシュタイン | 525 |
| 10. | 日本               | 523 |
|     | OECD 平均          | 498 |

| 1.  | 韓国               | 556 |
| 2.  | フィンランド       | 547 |
| 3.  | 香港               | 536 |
| 4.  | カナダ             | 527 |
| 5.  | ニュージーランド   | 521 |
| 6.  | アイルランド       | 517 |
| 7.  | オーストラリア     | 513 |
| 8.  | リヒテンシュタイン | 510 |
| 9.  | ポーランド         | 508 |
| 10. | スウェーデン       | 507 |
|     | OECD 平均          | 492 |

| 1.  | フィンランド       | 563 |
| 2.  | 香港               | 542 |
| 3.  | カナダ             | 534 |
| 4.  | 台湾               | 532 |
| 5.  | エストニア         | 531 |
| 5.  | 日本               | 531 |
| 7.  | ニュージーランド   | 530 |
| 8.  | オーストラリア     | 527 |
| 9.  | オランダ           | 525 |
| 10. | リヒテンシュタイン | 522 |
|     | OECD 平均          | 500 |

### 2009年調査
65の国と地域が参加。各分野の上位は以下である。また、65の国と地域のうちの19の国と地域でデジタル読解力も実施された。
| 1.  | 上海               | 600 |
| 2.  | シンガポール       | 562 |
| 3.  | 香港               | 555 |
| 4.  | 韓国               | 546 |
| 5.  | 台湾               | 543 |
| 6.  | フィンランド       | 541 |
| 7.  | リヒテンシュタイン | 536 |
| 8.  | スイス             | 534 |
| 9.  | 日本               | 529 |
| 10. | カナダ             | 527 |
|     | OECD 平均          | 496 |

| 1.  | 上海             | 556 |
| 2.  | 韓国             | 539 |
| 3.  | フィンランド     | 536 |
| 4.  | 香港             | 533 |
| 5.  | シンガポール     | 526 |
| 6.  | カナダ           | 524 |
| 7.  | ニュージーランド | 521 |
| 8.  | 日本             | 520 |
| 9.  | オーストリア     | 515 |
| 10. | オランダ         | 508 |
|     | OECD 平均        | 493 |

| 1.  | 上海             | 575 |
| 2.  | フィンランド     | 554 |
| 3.  | 香港             | 549 |
| 4.  | シンガポール     | 542 |
| 5.  | 日本             | 539 |
| 6.  | 韓国             | 538 |
| 7.  | ニュージーランド | 532 |
| 8.  | カナダ           | 529 |
| 9.  | エストニア       | 528 |
| 10. | オーストリア     | 527 |
|     | OECD 平均        | 501 |

| 1.  | 韓国             | 568 |
| 2.  | ニュージーランド | 537 |
| 2.  | オーストラリア   | 537 |
| 4.  | 日本             | 519 |
| 5.  | 香港             | 515 |
| 6.  | アイスランド     | 512 |
| 7.  | スウェーデン     | 510 |
| 8.  | アイルランド     | 509 |
| 9.  | ベルギー         | 507 |
| 10. | ノルウェー       | 500 |

### 2012年調査
65の国と地域が参加。各分野の上位は以下である。また、そのうち32の国と地域がコンピューター使用型調査も行った。
| 1.  | 上海               | 613 |
| 2.  | シンガポール       | 573 |
| 3.  | 香港               | 561 |
| 4.  | 台湾               | 560 |
| 5.  | 韓国               | 554 |
| 6.  | マカオ             | 538 |
| 7.  | 日本               | 536 |
| 8.  | リヒテンシュタイン | 535 |
| 9.  | スイス             | 531 |
| 10. | オランダ           | 523 |
|     | OECD 平均          | 494 |

| 1.  | 上海         | 570 |
| 2.  | 香港         | 545 |
| 3.  | シンガポール | 542 |
| 4.  | 日本         | 538 |
| 5.  | 韓国         | 536 |
| 6.  | フィンランド | 524 |
| 7.  | アイルランド | 523 |
| 8.  | 台湾         | 523 |
| 9.  | カナダ       | 523 |
| 10. | ポーランド   | 518 |
|     | OECD 平均    | 496 |

| 1.  | 上海         | 580 |
| 2.  | 香港         | 555 |
| 3.  | シンガポール | 551 |
| 4.  | 日本         | 547 |
| 5.  | フィンランド | 545 |
| 6.  | エストニア   | 541 |
| 7.  | 韓国         | 538 |
| 8.  | ポーランド   | 528 |
| 9.  | ベトナム     | 526 |
| 10. | カナダ       | 525 |
|     | OECD 平均    | 501 |

| 1.  | シンガポール | 580 |
| 2.  | 上海         | 555 |
| 3.  | 韓国         | 551 |
| 4.  | 香港         | 547 |
| 5.  | マカオ       | 545 |
| 6.  | 日本         | 541 |
| 7.  | 台湾         | 538 |
| 8.  | カナダ       | 528 |
| 9.  | エストニア   | 526 |
| 10. | ベルギー     | 525 |

| 1.  | シンガポール   | 580 |
| 2.  | 韓国           | 555 |
| 3.  | 香港           | 551 |
| 4.  | 日本           | 547 |
| 5.  | カナダ         | 545 |
| 6.  | 上海           | 541 |
| 7.  | エストニア     | 538 |
| 8.  | オーストラリア | 528 |
| 9.  | アイルランド   | 526 |
| 10. | 台湾           | 525 |

### 2015年調査
72の国・地域が参加。うち、OECD加盟国・地域が35、非加盟国・地域が37だった。この年から全面的にコンピュータ使用型調査へと移行した。
| 1.  | シンガポール           | 564 |
| 2.  | 香港                   | 548 |
| 3.  | マカオ                 | 544 |
| 4.  | 台湾                   | 542 |
| 5.  | 日本                   | 532 |
| 6.  | 北京、上海、江蘇、広東 | 531 |
| 7.  | 韓国                   | 524 |
| 8.  | スイス                 | 521 |
| 9.  | エストニア             | 520 |
| 10. | カナダ                 | 516 |
|     | OECD 平均              | 490 |

| 1.  | シンガポール     | 535 |
| 2.  | 香港             | 527 |
| 3.  | カナダ           | 527 |
| 4.  | フィンランド     | 526 |
| 5.  | アイルランド     | 521 |
| 6.  | エストニア       | 519 |
| 7.  | 韓国             | 517 |
| 8.  | 日本             | 516 |
| 9.  | ノルウェー       | 513 |
| 10. | ニュージーランド | 509 |
|     | OECD 平均        | 493 |

| 1.  | シンガポール           | 556 |
| 2.  | 日本                   | 538 |
| 3.  | エストニア             | 534 |
| 4.  | 台湾                   | 532 |
| 5.  | フィンランド           | 531 |
| 6.  | マカオ                 | 529 |
| 7.  | カナダ                 | 528 |
| 8.  | 香港                   | 523 |
| 9.  | 北京、上海、江蘇、広東 | 518 |
| 10. | 韓国                   | 516 |
|     | OECD 平均              | 493 |

### 2018年調査
2018 年に 79 か国・地域（OECD 加盟 37 か国，非加盟 42 か国・地域），約 60 万人の生徒を 対象に調査を実施。PISA2018の読解力において、504点（15位）であるが、信頼区間は499～509点、有意差のない順位は11位～20位。数学リテラシー522〜532点で5位〜8位。科学リテラシー524〜534点で4位〜5位
。
日本の読解力は各分野、上位以下である。
| 1.  | 北京、上海、江蘇、浙江 | 591 |
| 2.  | シンガポール           | 569 |
| 3.  | マカオ                 | 558 |
| 4.  | 香港                   | 551 |
| 5.  | 台湾                   | 531 |
| 6.  | 韓国                   | 526 |
| 7.  | エストニア             | 523 |
| 8.  | 日本                   | 522 |
| 9.  | オランダ               | 519 |
| 10. | ポーランド             | 516 |
|     | OECD 平均              | 489 |

| 1.  | 北京、上海、江蘇、浙江 | 555 |
| 2.  | シンガポール           | 549 |
| 3.  | マカオ                 | 525 |
| 4.  | 香港                   | 524 |
| 5.  | エストニア             | 523 |
| 6.  | カナダ                 | 520 |
| 7.  | フィンランド           | 520 |
| 8.  | アイルランド           | 518 |
| 9.  | 韓国                   | 514 |
| 10. | ポーランド             | 512 |
|     | OECD 平均              | 487 |

| 1.  | 北京、上海、江蘇、広東 | 590 |
| 2.  | シンガポール           | 551 |
| 3.  | マカオ                 | 544 |
| 4.  | エストニア             | 530 |
| 5.  | 日本                   | 524 |
| 6.  | フィンランド           | 522 |
| 7.  | 韓国                   | 519 |
| 8.  | カナダ                 | 518 |
| 9.  | 香港                   | 517 |
| 10. | 台湾                   | 516 |
|     | OECD 平均              | 489 |

### 2022年調査
定期サイクルでは2021年に実施予定だったが、COIVD-19によるパンデミックの影響で1年延期された。2022年に81か国・地域、約70万人の生徒を対象に調査を実施。
| 1.  | シンガポール | 575 |
| 2.  | マカオ       | 552 |
| 3.  | 台湾         | 547 |
| 4.  | 香港         | 540 |
| 5.  | 日本         | 536 |
| 6.  | 韓国         | 527 |
| 7.  | エストニア   | 510 |
| 8.  | スイス       | 508 |
| 9.  | カナダ       | 497 |
| 10. | オランダ     | 493 |
|     | OECD 平均    | 472 |

| 1.  | シンガポール     | 543 |
| 2.  | アイルランド     | 516 |
| 3.  | 日本             | 516 |
| 4.  | 韓国             | 515 |
| 5.  | 台湾             | 515 |
| 6.  | エストニア       | 511 |
| 7.  | マカオ           | 510 |
| 8.  | カナダ           | 507 |
| 9.  | アメリカ         | 504 |
| 10. | ニュージーランド | 501 |
|     | OECD 平均        | 476 |

| 1.  | シンガポール   | 561 |
| 2.  | 日本           | 547 |
| 3.  | マカオ         | 543 |
| 4.  | 台湾           | 537 |
| 5.  | 韓国           | 528 |
| 6.  | エストニア     | 526 |
| 7.  | 香港           | 520 |
| 8.  | カナダ         | 515 |
| 9.  | フィンランド   | 511 |
| 10. | オーストラリア | 507 |
|     | OECD 平均      | 485 |

## 統計学者が指摘する問題点

### ラッシュモデルの問題
PISAでは、参加国65カ国の各国で約4,000人の児童が2時間のテストを受ける。しかし、各学校の少数の生徒だけが解答する。これは、PISAが学力測定するにあたって、一人の児童が解答できる上限（約4時間半のテスト）以上の問題を作成し、そしてそれを別々の試験問題に配分するためである。また、PISAはラッシュモデルという統計法を用いて生徒の能力を推定するが、生徒の回答から、その生徒が他の質問への回答する場合を拡張して推定する。

#### スヴェンド・クライナー
コペンハーゲン大学の統計学者スヴェンド・クライナーは、ラッシュモデルを作ったデンマークの数学者ゲオルク・ラッシュの門下生であり、40年間ラッシュに協力しており、ラッシュモデルの利点と欠点については正確に理解していた。だからこそPISAの問題点を批判しているという。クライナーによれば、ラッシュモデルを有効に使用するには、質問がすべての参加国でまったく同じように機能する必要があり、質問が国によって難易度が異なる場合、つまり技術的に機能の違い（DIF）がある場合は、ラッシュモデルを使うべきではないという。クライナーは、とりわけPISAの読解力テストはまったく信頼できず、デンマークの子供にとってのデンマーク語と、中国の子供にとっての中国語の難易度が同一であるという想定には矛盾があり、言語の違いと文化の違いの両方が難易度に影響を与えるだめ、PISAでは違う国でまったく同じように機能する質問はなかったと言う。クライナーの2010年のラッシュモデルによるPISAデータ分析では、質問によって国のランキングが大きく異なり、異なる国でまったく同じように機能する項目は発見できず、ラッシュモデルを適切に機能させるには変数が大きすぎることが分かった。したがって、OECDの説明は不適切で、PISAはまったく信頼できないことがあらためてわかった。クライナーは、ラッシュモデルの特性からいってPISAによる調査は無意味であるが、PISAの問題はモデル適用の間違いだけでなく、それを批判したり質問に対して話し合いをする姿勢がないことがさらに根本的な問題であり、PISA主催者が批判的な教育学者との対話を避けるのは、自分を守ることができないからだろうという。
OECDの技術顧問レイ・アダムスは、クライナーの研究は、小グループの質問の分析にのみ基づいていると反論し、PISAスタッフは母数が大規模なデータであれば、変数が均等になると主張した。
しかし、アダムスに対してクライナーは再反論し、PISAスタッフが使用した同じグループで計算した結果、使用された質問のグループによって国の順位に大きなばらつきが見られたため、「ラッシュモデルはPISAに適していない。PISAランキングについて言えることは、それらが役に立たないということだけだ」「悪いモデルを使用する理由はない」と述べた。
OECD教育局長のマイケル・デヴィッドソンは、 「すべての質問がまったく同じように機能することを期待するのはばかげている。変数を最小化することで対処されるべきだ。」と反論した。
2011年、スヴェンドクライナーの批判に対して、OECD教育副局長A・シュライヒャーは、モデルは常に現実の近似であり、問題は、結果の歪みがないようにモデルが現実に適合しているかどうかであり、PISAは有効であると擁護した。ただし、シュライヒャーもPISAの誤差が大きいので、ランキングに過度に注意すべきではないと言っている。

#### ヒュー・モリソン
クイーンズ大学ベルファストの数学者ヒュー・モリソンは、PISAの基礎となる統計モデルに根本的な数学的ミスがあり、これはPISAそのものを無価値とするほどのミスであると指摘する。モリソンは2004年にPISA批判を発表したが、OECDは無視し続けたという。モリソンは「学力を数字で要約できることはほとんど不可能だが、PISAは3つの指標だけで国の教育システム全体を把握できると主張しているが、常軌を逸脱している」と批判する。モリソンは、ラッシュモデルでは、完全に同じ状態で、同じ能力を持つ生徒全員が同じ質問に答えると想定しても、一部の生徒は常に正しく答え、一部の生徒は間違って答えると想定される。しかし、モリソンは、そのような環境では、生徒全員が同じ能力を持っているため、定義上、生徒全員が正しい答えを出すか、間違った答えを出すことになるはずだと指摘する。また、ラッシュモデルでは、生徒が答える質問とは無関係に能力を測定できるという不可能な想定をしていると指摘する。モリソンは「GCSE（General Certificate of Secondary Education、中等教育終了試験）で100点を取った生徒がいるとする。アインシュタインが同じ試験を受験したら、100点を取る可能性が高い。アインシュタインと生徒は同じ数学学力を持っていると仮定できるだろうか？　アインシュタインと生徒を、基礎テストの結果に基づいて、同じ数学能力を持っていると判定することはできるだろうか？」と批判している。

#### シュピーゲルハルター、ゴールドステイン
ケンブリッジ大学の統計学者デイヴィッド・シュピーゲルハルターは、PISAの測定法では、回答の難易度を事前に知っていることが前提とされ定数とされているが、実際にはかなりの不確実性があり、ある国・文化で育った子供たちにとって簡単な質問は、別の国・文化で育った子供たちにとっては難しいとということがあるように、難易度を全世界共通の普遍的尺度として仮定することは間違いであると指摘する。また、PISAの評点と順位の不確実性やランダムエラーは過小評価されており、教育政策はPISAに基づくべきではないという。また、PISA上位の韓国は、学校での幸福ランキングでは下位であり、英国では「学校は楽しいですか？」といった幸福度を確認する質問では良好であるように、学力と幸福度の関係も考慮検討されなければならないという。シュピーゲルハルターは、世界の学力調査は無価値なわけではないが、現在、それがあまりに課題視されていることが問題なのだと警告している。
イギリス学士院の統計学者ハーヴェイ・ゴールドステインによれば、バイアスの疑いのある質問を除外することは、国ごとの違いを平滑化する効果を持っており、これは深刻な影響を各国にもたらす恐れがあると警告する。「PISAの結果は世界標準として受け取られているが、しかしいざ点検を開始するとすぐにバラバラになってしまう程度の検査である」という。ゴールドスタインは、PISAが不適切に使用されており、その責任の一部はPISAにあり、なぜなら、PISAはテストの肯定面については過大に宣伝する一方で、その否定的な側面や弱点については公表しないからだと批判する。

## 教育学者が指摘する問題点
PISA事業に対する教育現場や研究者からの批判は当初より根強い。

### 教育学者による2014年公開書簡
2014年、Andrews, Paul(ストックホルム大学）、スティーブン・J. ボール（ユニヴァーシティ・カレッジ・ロンドン）、Giroux, Henry (マックマスター大学),Goldstein, Harvey(ブリストル大学)、Labaree, David (スタンフォード大学）、MacBeath, John(ケンブリッジ大学）、Oliveira Andreotti(ブリティッシュコロンビア大学)、Noddings, Nel  (スタンフォード大学）、Noguera, Pedro (ニューヨーク大学)、Pallas, Aaron(コロンビア大学)、St. John, Edward(ミシガン大学)、Swaffield, Sue(ケンブリッジ大学)、Tomlinson, Sally (オックスフォード大学)、Zhao, Yong(オレゴン大学)など教育学者・教育関係者が連名で、PISA事業の責任者であるOECDのアンドレアス・シュライヒャーに対して、PISAが世界の教育にダメージを与えていると懸念する公開書簡を送った。書簡では、PISAが教育実践のごく限られた範囲しか測れていないにもかかわらず、大きな影響力を持っていることから、体力やモラル、芸術的な発達などの測れない分野をないがしろにし、各国の政策が近視眼的になることで教育の目的を見失い、 また審査側の私企業との密接な関係、審査における民主的意思決定のメカニズムの欠如等を指摘され、PISA2015の中止を要請した。
これに対してシュライヒャーは、PISAが各国の政策を近視眼的にした証拠はないし、各国に政策オプションを提供していると反論した。

### 数値化による標準化
イギリス学士院・オックスフォード大学のジェニー・オズガ、エディンバラ大学のソティリア・グレック、ニューイングランド大学の高山敬太らは、イギリス、アメリカ、オーストラリアなどの教育現場において学力調査のデータを中心にすえた体制が構築され、データ自体が規範的な強制力を行使する「数値による統治」(governance by numbers) または「比較による統治」が席巻し、教員らは他者との相対的優劣を恒常的に意識させられ、本来は多様で比較不可能とされた教育主体を、均質化された測定空間に位置づけ比較可能な主体として組み替えること
になっていると分析し、PISAをその延長にみる。
サム・セラーとボブ・リンガードらによれば、OECD、世界銀行、ユネスコ、教育企業ピアソン社、TOEIC、TOEFLを提供する教育試験サービス(ETS)、各国教育省や研究機関らの多国籍教育組織のコミュニティは、データを絶対的に信仰して、教育を合理主義化している。こうしたデータ信仰は、教育にまつわる複雑さ・あいまいさ・不確実性を排除し、教育を標準化・矮小化・単純化し、極端な合理主義が教育にはびこっているという。OECDは、PISA 以外にも国際成人力調査(PIAAC)、高等教育における学習成果の評価(AHELO)、国際教員指導環境調査(TALIS)なども実施し、拡大している。

### 「PISA上位国」イメージと現実
ドイツや日本では、PISAの結果が、教育界や教育政策に危機感を煽る結果となり、教育政策で積極的に活用されていくという「PISAショック」が起きた。
ドイツでは2000年にPISAショックが起きると、それまで教育が州の直轄事項であり、連邦政府の介入はタブーとされていたのが、連邦政府がスムーズに教育に介入することになり、国家標準の学力評価が矢継ぎ早に導入されていった。
日本では2003年にPISAショックが起きると、不正確なデータ解釈に基づき、政治的意図を色濃く帯びた危機感が煽られ、それ以前からの改革案(全国学力テストを含む)の脱政治化に当たり、PISAが巧みに活用された。特に、ランキング上位国であったフィンランドの教育が保守派からも進歩派からも理想化され、実態と異なるフィンランド教育像が形成されていった。これはオーストラリア、ドイツ、韓国でも同様であった。
一方で、上海、シンガポール、台湾、香港、韓国などはランキング上位国であったが、東アジアについては儒教的で競争や暗記テストなどの否定的なイメージがあるため、フィンランドのよう理想化されなかった。この意識は東アジア側の自己認識としてもあり、中国人研究者ヤン・ザオは、PISAで一位になった上海では、暗記中心の競争教育が現実であり、こうしたアジアの儒教的な標準テストと競争を基盤にした教育制度では、想像性、問題解決能力、企業家精神等は育まれないといい、PISAで好成績を収める国ほど、こどもたちは「未来の学力」を欠いていると主張する。
同様に、PISAランキング上位国であったフィンランド、オーストラリア、イギリスや、その他のヨーロッパ諸国では、「PISAランキング上位国」のイメージが様々なアクターに活用され、政治的意味を獲得していった。
その後フィンランドが順位を下げると、続いてシンガポールも理想化されるようになった。一方、クリーブ・ディモックとチェン・タンによれば、PISAで好成績を収めたシンガポールは、学校や教員の裁量指標はOECDの平均値以下であり、 PISAが最善の方法として喧伝する分権化や教員の裁量の拡大は普遍的な成功モデルではないという。
デイリー・テレグラフ編集長アンブローズ・エヴァンズ＝プリチャードは、PISAランキングを過度に強調することはやめるべきで、上位になった東アジア諸国では、学力の成績を重視しすぎたために出生率が低くなったという解釈が可能であり、PISAスコア上昇を目指すことが、将来の経済パフォーマンスに悪影響を与える可能性があると批判した。

### PISA問題における文化政治性
また、PISAの問題作成においても、さまざまな混乱があったことが報告されており、日本では2009年の「読解力」問題作成の際、委員から国語(日本語）教育専門家が排除され、英語教育専門家で占められた。しかし、委員は大学入試の経験はあるものの、PISAが求めるところとは異なってたことから委員は解散となり、取りまとめ役ら二名がアメリカの全米学力調査（National Assessment of Educational Progress,NAEP）の過去問題を参考に作成し、その際、PISAで採択されるために「できるだけ欧米人の視点」での作成を心がけた。しかし、PISA担当者からは「日本らしさ」を求められ、「日本をにおわせるような内容」に変更した。このように、PISAによって英語圏のリテラシーが世界標準として押し付けられる現実があり、また、PISAは自らを「科学」であり、政治的ではないと主張するが、現実には学力測定ツールそのものにも政治や権力関係が混在していることが教育学者から指摘されている。

## グローバル教育政策市場とPISA
また、PISA事業が国境を越えたグローバル教育政策市場を創出を後押し、市場開拓の道具となっているという批判もある。この結果、先進国から途上国に対して学力向上のノウハウを提供する見返り経済的便益を得る不公正な関係（ヘゲモニー）が成立していると指摘される。さらに、これらの市場が発展するにしたがって、成績の高い先進国がPISAによるブランド力を用いて、自国の教育モデルを海外に売る「教育の輸出」現象が生起していることも指摘されている。
オーストラリア、オランダ、ドイツの教育機関はPISA運営の中心的機関を担って、グローバル教育市場を先導している。ほかにもPearson社、アメリカの教育試験サービス(ETS)、ロンドン大学インスティチュート・オブ・エデュケーションも同様の政策コンサルティングを行っており、イエメン、ブルガリアで教育支援を行った。。
OECDはPISA for Developmentを通じてエクアドル、グアテマラ、セネガル、ザンビア、コロンビア、パラグアイに対しPISA導入支援を行っている。

### オーストラリア教育研究所 (ACER)
オーストラリア教育研究所(Australian Council for Educational Research, ACER)は、1930年に設置された非営利組織で、政府から直接財政支援は受けていない。
1998年まで所長を務めていたBarry McGawはOECD教育局長(1998-2005)を務め、その後オーストラリア教育雇用省が管轄するオーストラリアカリキュラム評価報告機関(Australian Curriculum, Assessment and Reporting , AuthorityACARA)理事長に就任した。
ACERは、ドバイ、ジャカルタ、ニューデリーに支所を持ち、これまでにサウジアラビア、アラブ首長国連邦、バングラデシュ、ジンバブエ、スペイン、コロンビア、南アフリカ、チリ、ポルトガル、パキスタン、メキシコ、エチオピア、インド、アルメニア、ソロモン諸島、サモア、パプアニューギニア、ベトナムにおける学力評価支援を行なってきた。アラブ首長国連邦とは2004年にテスト開発として数百万ドルの契約を結び、2014年には大学戦略的パートナーシップを締結した。

### オランダ政府教育評価機構(Cito)
オランダ政府教育評価機構(Centraal instituut voor toetsontwikkeling, Cito)は、アメリカの教育試験サービス(ETS)からアイデアを得て創立、1968年に政府組織となり、1976年から初等学校終了時の共通学力試験を提供する。1999年に民営化された。PISAではアイテム開発を担っている。ドイツ、アメリカ、トルコに支所を設置し、これまでにアゼルバイジャン、チェコ、ジョージア、ギリシャ、ハンガリー、マケドニア、マレーシア、モルドバ、ルーマニア、ロシア、スロベニア、南アフリカ、タンザニアに教育コンサルティング支援を行い、ユネスコの万人のための教育（Education for All、EFA)関連プロジェクトとして、資金は世界銀行から提供されている。

### ドイツ国際教育研究所(DIPF)
- ドイツ国際教育研究所(Deutsche Institut für Internationale Pädagogische Forschung, DIPF)は、1951年に米国ドイツ軍政庁、ヘッセン州政府、フランクフルト市によって設立され，1977年以降は連邦政府も運営に加わる。国際成人力調査(PIAAC)にプログラムを行ったことから国際市場開拓を計画し、PISA2009で質問開発に参加したグループが2012年に営利目的の外郭企業TBA21を立ち上げた。 TBA21はスウェーデン、ハンガリー、ニュージーランド、ロサンゼルスに支店があり、教育コンサルティング事業を展開している[23]。

### シンガポール国立教育研究所
シンガポール国立教育研究所(National Institute of Education、NIE)は、教員養成を担う独立機関で，南洋工科大学内に設置された国立教育研究所である。NIE評議会委員長 は教育省事務次官等が占める。2009年にシンガポール教育の専門知識を世界に輸出するため」に、営利企業NIE International Pte Ltd(NIEI)を設立し、バーレーンやアラブ首長国連邦、サウジアラビア、カタール、クウェート、オマーン、ASEAN諸国などの教育コンサルティングを行い，年間売り上げは約920万シンガポールドル(約8億円）にのぼり、コンサルティング時には、常に国益を考えており、自国企業も同行する。

### フィンランド
フィンランド教育文化省が2010年ごろからフィンランド教育の輸出戦略を策定し、カタールやアブダビにフィランド式学校を設置した。

### 日本
日本も文部科学省がカイロに日本式教育の輸出に向けた取り組みを始めたという。